# Tommy Makem
Tommy Makem   (Keady, 4 de novembre de 1932 - Dover, 1 d'agost de 2007) va ser un músic, artista, poeta i conta-contes irlandès de fama internacional. Va ser conegut sobretot com a membre dels Clancy Brothers i Tommy Makem. Va tocar el banjo de coll llarg de 5 cordes, xiulet de llauna, xiulet baix, guitarra, bodhrán i cornamusa, i va cantar en un baríton distintiu. De vegades se'l coneixia com "El bard d'Armagh" (extret d'una cançó tradicional del mateix nom) i "El padrí de la música irlandesa".
Makem va néixer i va créixer a Keady, al comtat d'Armagh (el "centre de l'univers", com sempre deia Makem), a Irlanda del Nord. La seva mare, Sarah Makem, era una important font de música tradicional irlandesa, que va ser visitada i enregistrada, entre d'altres, per Diane Guggenheim Hamilton, Jean Ritchie, Peter Kennedy i Sean O'Boyle. El seu pare, Peter Makem, era un violinista que també tocava el bombo en una banda de música local anomenada "Oliver Plunkett", en honor d'un catòlic romà del regnat de Carles II. El seu germà i la seva germana també eren músics populars. El jove Tommy Makem, des dels vuit anys, va ser membre del cor de l'església de St. Patrick durant 15 anys on va cantar cant i motets gregorians. No va aprendre a llegir música, però o va fer a la seva "manera". Makem va començar a treballar als 14 anys com a empleat en un garatge i més tard va treballar durant un temps com a barman al Mone's Bar, un pub local i com a corresponsal local del diari The Armagh Observer.
Va emigrar als Estats Units el 1955, portant les seves poques possessions i un conjunt de gaites (del seu pas per una banda de música). En arribar a Dover, Nova Hampshire, Makem va treballar a Kidder Press, on el 1956 la seva mà va ser aixafada accidentalment per una premsa. Amb el braç en una fona, va deixar Dover cap a Nova York per seguir una carrera d'actor.
The Clancys i Makem van signar amb Columbia Records el 1961. El mateix any, al "Newport Folk Festival", Makem i Joan Baez van ser nomenats els nouvinguts més prometedors de l'escena folk nord-americana. Durant la dècada de 1960, els germans Clancy i Tommy Makem van fer concerts venuts en llocs com Carnegie Hall i van fer aparicions televisives en programes com The Ed Sullivan Show i The Tonight Show. El grup va actuar per al president John Fitzgerald Kennedy. També van tocar en sales més petites com la "Gate of Horn" de Chicago. Van aparèixer conjuntament a la llista d'àlbums del Regne Unit l'abril de 1966, quan Isn't It Grand Boys va arribar al número 22.
Makem va deixar el grup el 1969 per seguir una carrera en solitari. El 1975, ell i Liam Clancy van rebre una reserva per tocar un festival folklòric a Cleveland, Ohio, i es va convèncer de fer un set junts. Després van actuar sovint com "Makem i Clancy", gravant diversos àlbums junts. Va tornar a treballar en solitari el 1988. Al llarg dels anys setanta i vuitanta, Makem va actuar en solitari i amb Liam Clancy als diversos programes de televisió de The Irish Rovers, que es rodaven al Canadà i a Irlanda.
Als anys vuitanta i noranta, Makem era director d'un conegut local de música irlandès a Nova York, "Tommy Makem's Irish Pavilion". Aquest club East 57th Street va ser un lloc d'actuació destacat i molt estimat per a una àmplia gamma de músics. Entre els intèrprets i visitants hi havia Paddy Reilly, Joe Burke i Ronnie Gilbert. Makem era un intèrpret habitual, sovint en solitari i sovint com a part de Makem i Clancy, particularment a finals de tardor i vacances. El club també es va utilitzar per a actuacions d'escalfament les setmanes anteriors al concert de reunió de 1984 de "The Clancy Brothers" i Tommy Makem al Lincoln Center. A més, la festa posterior de la llegendària celebració del concert del 30è aniversari de Bob Dylan al Madison Square Garden el 1992 es va celebrar al Pavelló Irlandès.
El 1997 va escriure un llibre, L'Irlanda secreta de Tommy Makem i el 1999 va estrenar un espectacle de teatre individual, Invasions and Legacies, a Nova York. La seva carrera inclou diversos altres intèrprets, vídeo, composició i crèdits. També va establir el Festival Internacional de la Cançó Tommy Makem a South Armagh el 2000.

## Família
Makem va estar casat amb Mary Shanahan, natural de Chicago, durant 37 anys i va tenir quatre fills: la filla Katie Makem-Boucher i els fills Shane, Conor i Rory. També tenien dos nets, Molem Dewar, neta Makem i Robert Boucher. Mary va morir el 2001. Els tres fills de Makem (que actuen com "Els germans Makem") i els nebots Tom i Jimmy Sweeney continuen la tradició de la música folk familiar.
Mort
Makem va morir a Dover, Nova Hampshire, l'1 d'agost de 2007, després d'una llarga batalla contra el càncer de pulmó. Va continuar enregistrant i actuant fins a prop del final. Rendint-li un homenatge després de la seva mort, Liam Clancy va dir: "Era el meu germà en tots els sentits". Està enterrat al costat de la seva dona al cementiri New Saint Mary de Dover.

## Composicions
Makem va ser un prolífic compositor/lletrista. Les seves interpretacions van estar sempre plenes de composicions seves, moltes de les quals es van convertir en estàndards del repertori. Alguns, sobretot Four Green Fields, es van fer tan coneguts que de vegades eren descrits com a cançons populars anònimes. Durant la caiguda del Teló d'acer, Makem sovint explicava amb orgull que la seva cançó The Winds Are Singing Freedom s'havia convertit en una mena d'himne popular entre els europeus de l'Est veient una nova obertura davant seu.
Les cançons més conegudes de Makem inclouen Four Green Fields, Gentle Annie, The Rambles of Spring, The Winds Are Singing Freedom, The Town of Ballybay, Winds of the Morning, Mary Mack, i Adéu a Carlingford. Tot i que molta gent creu erròniament que Makem va escriure Red is the Rose, és una cançó tradicional irlandesa.